# Shuto Hira
Shuto Hira (født 25. juni 1994) er en japansk fodboldspiller, som spiller for den japanske fodboldklub Fukushima United FC.